# Hicka
Hicka betecknar oönskade, upprepade medfödda reflexsammandragningar i mellangärdet. Den plötsliga luftströmmen ner i lungorna får stämbanden att slå ihop varvid det hickande ljudet uppstår.

## Bakgrund
Även om hicka är ett välkänt fenomen är dess biologiska funktion inte fullständigt klarlagd. Hickan tycks inte uppfylla något syfte hos vuxna, men kan observeras hos foster med hjälp av ultraljud. Detta har lett till teorier om hickans funktion i utvecklingen av andningsmuskulaturen.
Man vet inte säkert varför hicka uppstår, men vissa aktiviteter såsom att under en längre tid ha utsatts för kyla, äta hastigt, skratta, svälja luft, dricka kall dryck tillsammans med varm mat, äta mycket varm eller starkt kryddad mat, nikotin eller att hosta kan orsaka hicka.

## Behandling
Det finns en mängd olika huskurer mot hicka som ibland påstås vara effektiva. En metod är att dricka kallt vatten, gärna från glasets bortre kant, dvs upp och ner. Det psykologiska tricket att sitta avslappnad, med lugna regelbundna andetag och helt enkelt själv försöka att inducera hickan, har gott stöd inom den kognitiva beteendeterapin. Att stimulera kräkreflexen genom att stoppa fingrarna i halsen är en obehaglig men i vissa fall effektiv metod. En annan är att återandas i påse för att höja koldioxidhalten i blodet. 
För långvarig och ihållande hicka finns olika läkemedelsbehandlingar med varierande grad av vetenskapligt stöd bakom. Läkemedel som metoklopramid, baklofen, samt vissa antiepileptika och antipsykotiska läkemedel används ibland som behandling.

## Folktro
I svensk folktro trodde man att man drabbades av hicka när man hade blivit förtalad av någon. Gissade man vem det var skulle hickan gå över. Ett annat sätt att bli kvitt hickan var att säga: "Kyss mig i ändan!" En tredje behandling i folktron var att dricka tre klunkar vatten och för varje klunk kasta en blick under kärlets botten. Den som ville hjälpa till med att bota den som hickade kunde skrämma eller förarga vederbörande. Om en svårt sjuk person började hicka ansågs det vara ett varsel om död.